# Præventiv anholdelse
Præventiv anholdelse (eller administrativ tilbageholdelse) er en form for anholdelse, der har til formål at forhindre den anholdte i at begå ulovlighed.
Politiloven fra 2004 gav det danske politi mulighed for (i op til 6 timer) at frihedsberøve folk, der giver anledning til fare for forstyrrelse af den offentlige orden samt fare for enkeltpersoners og den offentlige sikkerhed. Med lømmelpakken fra 2009 blev de 6 timer til 12 timer. Ved protesterne i forbindelse med COP15 blev 1915 personer tilbageholdt, heraf næsten 1.000 ved demonstrationen den 12. december.
Kritikere har betegnet præventiv anholdelse som forhold, der hører til i en politistat.
Denne type anholdelse har hjemmel i politiloven § 5, stk. 3.